# IC 1151
IC 1151 — галактика типу SBc () у сузір'ї Змія.
Цей об'єкт міститься в оригінальній редакції індексного каталогу.